# Бобры (Волгоградская область)
Бобры — хутор в Даниловском районе Волгоградской области, в составе Плотниковского сельского поселения.
Население — 226 (2010).

## История
Хутор относился к юрту станицы Берёзовской Усть-Медведицкого округа Земли Войска Донского (с 1870 — Область Войска Донского). В 1859 году на хуторе Бобровском проживало 95 душ мужского и 99 женского пола. Согласно переписи 1897 года на хуторе проживало уже 228 мужчин и 262 женщины, из них грамотных: мужчин — 44. женщин — 2.
Согласно алфавитному списку населённых мест Области Войска Донского 1915 года на хуторе имелось хуторское правление, земельный надел составлял 2751 десятину, проживало 318 мужчин и 290 женщин.
С 1928 года — в составе Берёзовского района Хопёрского округа (упразднён в 1930 году) Нижне-Волжского края (с 1934 года — Сталинградского края). В 1935 году передан в состав Комсомольского района Сталинградского края (с 1936 года — Сталинградской области, с 1961 года — Волгоградской области). В составе Даниловского района — с 1959 года (с 1963 по 1966 год — территория входила в состав Котовского района)

## География
Хутор находится в степной местности, на северо-западном берегу озера Бобровое, в 8 км от правого берега Медведицы. Высота центра населённого пункта около 100 метров над уровнем моря. Вдоль берега Медведицы — пойменные леса. Местами близ хутора имеются выходы песков. Почвы — южные чернозёмы, в пойме Медведицы — пойменные слабокислые и нейтральные почвы.
К хутору имеется подъезд от региональной автодороги Даниловку — Михайловка. По автомобильным дорогам расстояние до административного центра сельского поселения хутора Плотников 1-й — 7,4 км, до районного центра — посёлка Даниловка — 12 км, до областного центра — города Волгограда — 230 км.
Часовой пояс
Бобры, как и вся Волгоградская область, находится в часовой зоне МСК (московское время). Смещение применяемого времени относительно UTC составляет +3:00.

## Население
Динамика численности населения по годам:
| 1859 | 1873 | 1897 | 1915 | 1987 | 2002 |
| ---- | ---- | ---- | ---- | ---- | ---- |
| 194  | 346  | 711  | 608  | ≈310 | 275  |

| 2010 |
| ---- |
| 226  |